# Bernard Lapeyre
Pour les articles homonymes, voir Lapeyre.
 (avril 2011).
Si vous disposez d'ouvrages ou d'articles de référence ou si vous connaissez des sites web de qualité traitant du thème abordé ici, merci de compléter l'article en donnant les références utiles à sa vérifiabilité et en les liant à la section « Notes et références ».
Bernard Lapeyre est un mathématicien français, professeur de mathématiques à l'École nationale des ponts et chaussées (ENPC).

## Biographie
Il est ancien élève de l’École polytechnique (X79) et ingénieur général des ponts, des eaux et des forêts.
Bernard Lapeyre est considéré comme un des pionniers des mathématiques financières, spécialiste des méthodes de Monte-Carlo en finance. Il enseigne cette matière au sein d'une formation en mathématiques financières : le Master « Mathématiques et applications parcours Finance » de l'Université Paris-Est Marne-la-Vallée et de l'École nationale des ponts et chaussées.
Il est également coauteur (avec Damien Lamberton) d'un livre souvent utilisé comme référence sur les mathématiques financières, Introduction au calcul stochastique appliqué à la finance, en 1992.

## Œuvres
- Étude de quelques questions relatives aux processus de diffusion issues de la mécanique aléatoire, thèse présentée à Paris VI, 1988.
- Introduction au calcul stochastique appliqué à la finance, avec Damien Lamberton, Ellipses, 1992 ; rééd. 1997 et 1999  (ISBN 2729847820 et 9782729847821) ((en) Introduction to stochastic calculus applied to finance, Chapman & Hall, 1995 ; rééd. 1996  (ISBN 0412718006 et 9780412718007) ; rééd. 2008).
- Méthodes de Monte-Carlo pour les équations de transport et de diffusion, avec E. Pardoux et R. Sentis, volume 29 de la collection Mathématiques & applications, Springer, 1998  (ISBN 3540633936 et 9783540633938) ((en) Introduction to Monte Carlo methods for transport and diffusion equations, Oxford, Oxford University Press, 2002 ; rééd. 2003  (ISBN 0-19-852592-3 et 0-19-852593-1)).
- (en) Understanding numerical analysis for option pricing, avec Agnes Sulem et Denis Talay, Cambridge University Press, 1999.
- Divers articles, contributions, préfaces.